# Mindy Smith
Mindy Smith (New York, 1º giugno 1972) è una cantautrice statunitense.

## Discografia
Album studio
- 2004 - One Moment More
- 2006 - Long Island Shores
- 2007 - My Holiday
- 2009 - Stupid Love
- 2012 - Mindy Smith

EP
- 2013 - Snowed In